# Cosmos (Rio de Janeiro)
Pour les articles homonymes, voir Cosmos.
Cosmos est un quartier de la zone ouest de la ville de Rio de Janeiro, au Brésil.

## Présentation
Le quartier appartient est essentiellement peuplé par des habitants de classe moyenne ou basse. Ces derniers sont logés dans des logements sociaux ou des lotissements communautaires comme Vila do Céu ou Vila São Jorge. Ses quartiers voisins sont Inhoaíba, Paciência, Santa Cruz, Campo Grande et Guaratiba.